# Клюевка (река, впадает в море Лаптевых)
Клю́евка — река, протекающая в Красноярском крае России. Длина реки составляет 142 км, площадь водосборного бассейна — 1480 км². 
Река берёт начало в Северо-Восточном хребте гор Бырранга в на востоке полуострова Таймыр на высоте более 557 м над уровнем моря. От истока течёт в восточном направлении по горной тундре. Приняв справа ручей Забытый, устремляется на север и северо-восток. Затем, после впадения реки Толля, выходит на холмистую равнину, на этом участке реки несколько порогов. Впадает с юга в лагуну Нарвалов моря Лаптевых на берегу Прончищева в 5 км к востоку от залива Фаддея. Ширина перед устьем — 40 м при глубине 1 м; скорость течения в низовьях составляет 0,1 м/с. Населённые пункты на реке отсутствуют. 
Основной приток — река Толля длиной 48 км (левый).

## Данные водного реестра
По данным государственного водного реестра России и геоинформационной системы водохозяйственного районирования территории РФ, подготовленной Федеральным агентством водных ресурсов:
- Бассейновый округ — Енисейский
- Речной бассейн — Хатанга
- Речной подбассейн — Хатанга от слияния Хеты и Котуя до устья
- Водохозяйственный участок — Реки бассейна моря Лаптевых от мыса Прончищева до границы между Таймырским Долгано-Ненецким районом Красноярского края и Республикой Саха (Якутия) без реки Хатанги
- Код водного объекта — 17040400212117600001171